# Vestervig
Vestervig är en tätort i Thisteds kommun i Region Nordjylland i Danmark. Tätorten har 557 invånare (2024). Den ligger på ön Vendsyssel-Thy, cirka 31 kilometer sydväst om Thisted. Vestervig tillhörde Sydthy kommun fram till kommunreformen 2007. Orten ligger nära orterna Agger och Hurup.
Nära Vestervig ligger Danmarks och kanske hela Nordens största landsbygdskyrka, Vestervig Kirke. Det beror på dess tidigare roll som domkyrka och klosterkyrka. När kyrkan byggdes fanns här även en kungsgård. Det finns också uppgifter om att det var i Vestervig Knut den store samlade sin flotta i ledung mot England.